# Истаравшан (футбольный клуб)
«Истаравшан» — таджикский футбольный клуб из города Истаравшан, один из старейших футбольных клубов страны. Четырехкратный чемпион Таджикской ССР и обладатель кубка Таджикской ССР.

## История
«Истаравшан» является одним из старейших клубов Таджикистана. Он основан в 1938 году под названием «Спартак» (Ура-Тюбе). В дебютном сезоне спартаковцы вышли в финал Кубка Таджикистана, но проиграли со счетом 0:4.
В чемпионате Таджикской ССР впервые участвовал в 1950 году. С 1972 до 1979 выступал в региональном чемпионате. В 1979 году одержал победу в первенстве Ленинабадской области и получил право вновь играть в чемпионате республики.
В 1981-1984 годах, выступая под названием «Трикотажник», 4 года подряд выигрывал первенство Таджикской ССР, а также в 1981 году стал обладателем Кубка республики. Победная серия завершилась в 1985 году, когда клуб покинул главный тренер Лев Гинзбург, а 8 ведущих игроков перешли в команду «Худжанд».
После образования независимого чемпионата Таджикистана в 1992 году команда под названием «Истравшан» была включена в Высшую лигу. В 1992-1994 годах она занимала места в верхней половине таблицы. В 1995 году стала серебряным призёром, а нападающий «Истравшана» Зокир Бердикулов установил бомбардирский рекорд Таджикистана — из 60 голов клуба на его счету было 42. Однако по окончании сезона «Истравшан» временно прекратил участие в чемпионате.
В 1999 и 2003-2004 годах «Истаравшан» снова играл в Высшей лиге, но особых успехов не добивался. В 2004 году, выступая под названием «Уротеппа», клуб вышел в финал Кубка Таджикистана.
С 2009 года возрождённый «Истаравшан» участвовал в турнире Согдийской зоны Первой лиги. В команду в качестве играющих тренеров вернулись ветераны Шухрат Шамсиев и Зокир Бердикулов.
В 2010 и 2011 годах «Истаравшан» становился победителем Согдийской зоны. В 2012 году клуб был снова включен в число участников Высшей лиги и провёл в ней 2 сезона, но в конце 2013 года прекратил существование из-за банкротства.
Место «Истаравшана» в чемпионате Таджикистана было передано землякам из «Далерон-Уротеппа». Переговоры с «Далероном» об объединении не увенчались успехом. В 2017 году клуб вновь вернулся в большой футбол и победил в Согдийской зоне. В 2018 году истаравшанцы выиграли Первую лигу Таджикистана и вернулись в элитный дивизион. С 2019 года клуб выступает в  Высшей лиге.

## Текущий состав
| Номер | Игрок                | Страна            | Позиция      |
| 99    | Бехруз Хайриев       | Флаг Таджикистана | Вратарь      |
| 77    | Шахзод Шамсиддинов   | Флаг Узбекистана  | Вратарь      |
| 88    | Курбонали Бобоев     | Флаг Таджикистана | Вратарь      |
| 4     | Бахтиёр Каландаров   | Флаг Таджикистана | Защитник     |
|       | Хуршед Бекназаров    | Флаг Таджикистана | Защитник     |
| 14    | Диловар Бойкузиев    | Флаг Таджикистана | Защитник     |
|       | Ахрорбек Уктамов     | Флаг Узбекистана  | Защитник     |
| 21    | Фаридун Дехконов     | Флаг Таджикистана | Защитник     |
| 19    | Хусейн Нурматов      | Флаг Таджикистана | Защитник     |
|       | Манучехр Ахмедов     | Флаг Таджикистана | Защитник     |
|       | Джафар Исмоилов      | Флаг Узбекистана  | Защитник     |
| 11    | Насим Расулов        | Флаг Таджикистана | Защитник     |
| 22    | Бахтиёр Абдурахмонов | Флаг Таджикистана | Защитник     |
| 8     | Саидмухтор Азимов    | Флаг Таджикистана | Полузащитник |
|       | Расул Пайзов         | Флаг Таджикистана | Полузащитник |
|       | Бахтиёр Чориев       | Флаг Таджикистана | Полузащитник |
| 7     | Хуршид Олимов        | Флаг Узбекистана  | Полузащитник |
| 12    | Абдурахмон Курбонов  | Флаг Таджикистана | Полузащитник |
| 2     | Асадбек Зиёзода      | Флаг Таджикистана | Полузащитник |
| 20    | Отабек Каримов       | Флаг Таджикистана | Полузащитник |
| 9     | Джахонгир Сафаров    | Флаг Узбекистана  | Полузащитник |
|       | Шахзод Мамурджонов   | Флаг Узбекистана  | Нападающий   |
| 10    | Илхомджон Баротов    | Флаг Таджикистана | Нападающий   |
|       | Мухаммадали Азизбоев | Флаг Таджикистана | Нападающий   |
| 63    | Фируз Рахматов       | Флаг Таджикистана | Нападающий   |

## Достижения
- Чемпион Таджикистана (4): 1981, 1982, 1983, 1984.
- Серебряный призёр чемпионата Таджикистана (3): 1980, 1985, 1995.
- Бронзовой призёр чемпионата Таджикистана (1): 1989.
- Обладатель Кубка Таджикистана (1): 1981.
- Обладатель Кубка Футбольной Лиги Таджикистана (1): 2020
- Финалист Кубка Таджикистана (2): 1938, 2004.
- Победитель Первой лиги Таджикистана (1): 2018.
- Чемпион Согдийской области (4): 1979, 2010, 2011, 2017.

## Названия
- 1938-1980 — «Спартак».
- 1981-1991 — «Трикотажник».
- 1992-1995, 1999 — «Истравшан».
- 2003 — «Истаравшан Уротеппа».
- 2004 — «Уротеппа».
- С 2009 — «Истаравшан».

Город, который представляет клуб, в советский период назывался Ура-Тюбе, в первые годы независимости — Уротеппа, в 2000 году переименован в Истаравшан.

## Тренеры
- Гинзбург Лев Давидович (1979-1985)
- Азизбоев Хакимбой (1985-1995, 1999)
- Абдухолик Кодиров (2003-2005)
- Шамсиев Шухрат (2009 —2013, 2017-2019)[3]
- Алиёр Ашурмамадов (2019-2021)
- Махмаджон Хабибуллоев (2021-....)